# Víctor Cordero Gonzales
Víctor Cordero Gonzales (Yungay, 1893 - 1949) fue un músico, cantante y compositor peruano.

## Biografía
Víctor Cordero nació en Yungay, Perú, el 13 de mayo de 1893 falleció el 19 de septiembre de 1949. A los 11 años de edad fue testigo de los festejos de la creación de la provincia de Yungay, deleitándose con los contrapuntos de las dos bandas musicales existentes en su naciente provincia: "Sol de Oro de Yungay" y "Ratash Billete". Por su clara inclinación hacia el arte, sus padres lo envían al año siguiente (1905) a estudiar en la Escuela de Artes y Oficios de Huaraz, desde donde se traslada a Lima para especializarse en el arte musical, oficio que complementó con las enseñanzas de grandes maestros de la Banda de músicos de la Policía Nacional tras ingresar en 1911 a Escuela de Policía Nacional donde por sus avanzados conocimientos de músico es ascendido rápidamente al grado de Sargento Primero. Dominó todos los instrumentos musicales de viento, especialmente el saxofón. Fue un destacado profesor de música que supo trasmitir sus amplios conocimientos de la teoría musical, la composición e instrumentación. 
Paseó sus conocimientos por varios departamentos del Perú formando y dirigiendo Bandas Musicales durante 10 años. En 1921 renunció a la Policía y retorno a nuestro Departamento para contraer matrimonio con su enamorada Doña Justina Romero natural de Chavin, con quien tuvo 11 hijos y enseguida aceptó fundar y dirigir la Banda del Concejo de Chavin. En febrero de 1923 retorna a Yungay para simultáneamente organizar y dirigir las Bandas Municipales de Yungay y Caraz En 1925. es contratado en Huaraz para dirigir la Banda del Colegio La Libertad y para organizar conjuntos y bandas musicales durante 7 años. Luego difundió sus amplios conocimientos de música y composición en casi todo el departamento.
En 1934, retornó en forma definitiva a su tierra natal para ejercer el cargo de profesor de música y canto y dirigir la Banda y la orquesta de la Escuela Normal Ignacio Amadeo Ramos de Tingua,  desde 1938 fue nombrado profesor de música y director de la Banda de Músicos del Colegio Nacional Santa Inés de Yungay hasta el día de su muerte en 1949
Desde 1930, compartió  con el notable músico coronguino Dr. Juan_Olivera_Cortez, la noble tarea de apoyar a jóvenes aficionados de la provincia en su empeño de reconstruir la antigua Banda Orquesta "Sol de Oro de Yungay", convirtiéndola en la más apreciada orquesta de cuerdas del Callejón de Huaylas. También se dice que en dicha década Don Víctor fundó la Orquesta de Cuerdas "Lira Huaylina" de Caraz. 

## Obras
Como compositor musical tiene más de 100 composiciones entre marchas, himnos, valses, pasodobles, huaynos, marineras, entre los que podemos mencionar: 
- Valses

"Perdóname madrecita",  "Brisas del callejón", "Penas de amor", "Recuerdo de Alberto", "En mis horas de dolor","Siempre contigo"; los pasodobles: "Buen colegial", "El estudiante", "Entusiasmo juvenil"
- Marchas

"Tingua", "Santa Inés"( Himno), "Centro Industrial 301", Adelante Juventud", "Himno al Maestro"
- Marineras

"Linda mancosina", "Al pie del Huascaran", "Feliz año nuevo", "lejos de ti", Los huaynos: "Lejos y ausente", "Azucena blanca flor", "El aborrecido", "Pueblo Yungaino", "Ay mi palomita", "Orgullo y vanidades", "Rosas pampa", "Humilde choza de Yanama"
- Danza camel incaico: "Belleza andina".

Desde inicios del siglo XX, muchas canciones creadas por Víctor Cordero fueron difundidas por diversos intérpretes entre los que destacan Jacinto Palacios Zaragoza conocido como "El Trovador Ancashino", María Alvarado Trujillo conocida como "La Pastorita Huarasina" y Angélica Harada Vásquez conocida como "La Princesita de Yungay". También se pueden escuchar sus composiciones con diferentes nombres como por ejemplo el huayno "Azucena blanca flor" es difundida por Juan Rosales con el nombre de "Mi cuñada" y por Asunta Tupac (Flor de Paria) con el nombre de "Más daño me hizo tu amor".